# Mistrzostwa Świata w Tenisie Stołowym 1961
26. Mistrzostwa świata w tenisie stołowym odbyły się w dniach 5-14 kwietnia 1961 roku w Pekinie.

## Końcowa klasyfikacja medalowa
| Miejsce | Państwo | Złoto | Srebro | Brąz | Razem |
| ------- | ------- | ----- | ------ | ---- | ----- |
| 1       | Chiny   | 3     | 4      | 8    | 15    |
| 2       | Japonia | 3     | 1      | 2    | 6     |
| 3       | Rumunia | 1     | 0      | 1    | 2     |
| 4       | Węgry   | 0     | 2      | 1    | 3     |

## Medaliści
| Konkurencja:               | Złoto:                           | Srebro:                    | Brąz:                                                |
| gra pojedyncza kobiet      | Qiu Zhonghui                     | Éva Kóczián                | Wang Chien Kimiyo Matsuzaki                          |
| gra pojedyncza mężczyzn    | Zhuang Zedong                    | Li Furong                  | Xu Yinsheng Zhang Xielin                             |
| gra podwójna kobiet        | Maria Aleksandru Georgita Pitica | Qiu Zhonghui Sun Meiying   | Hu Keming Wang Jian Han Yuzhen Liang Lizhen          |
| gra podwójna mężczyzn      | Nobuya Hoshino Koji Kimura       | Zoltán Berczik Ferenc Sidó | Li Furong Zhuang Zedong Zhou Lansun Wang Jiasheng    |
| gra mieszana               | Ichiro Ogimura Kimiyo Matsuzaki  | Li Furong Han Yuzhen       | Wang Chuanyao Sun Meiying Nabuya Hoshino Masako Seki |
| konkurs drużynowy mężczyzn | Chiny                            | Japonia                    | Węgry                                                |
| konkurs drużynowy kobiet   | Japonia                          | Chiny                      | Rumunia                                              |